# Harald Gråfeld
 Denne artikel bør gennemlæses af en person med fagkendskab for at sikre den faglige korrekthed.

Harald 2. (Eriksson) Gråfeld (norrønt: Haraldr gráfeldr, død c. 970) var Norges konge efter Håkon den godes død år 959 og frem til sin død. Han var søn af Erik Blodøkse og Gunhild Kongemor, men voksede op hos sin morbror Harald Blåtand i Jylland.
Sit tilnavn fik han ifølge en anekdote i Snorres Heimskringla under en rejse til Hardanger, hvor en islandsk handelsmand beklagede sig over, at han og hans folk ikke fik solgt de skind, de havde med. Harald bad ham om et af skindene, og dermed ville alle gå med dem, så islændingen snart fik udsolgt.
Harald overtog tronen efter slaget ved Fitjar mod kong Håkon den gode ca. år 959. Harald og de andre "Erikssønner" var i stadig kamp mod Håkon den gode, efter at han fordrev sin halvbror - deres far - fra Norge. Harald Gråfeld blev konge, med 4 yngre brødre som underkonger, under sin danske morbror Harald Blåtand. Erikssønnerne ville stadig have mere magt, og forsøgte at underlægge sig mere land. De gik til kamp mod de mægtige ladejarler i Trøndelag, på Vestlandet og i Nord-Norge. Harald Blåtand ønskede ikke, at de blev for stærke, og tog parti for ladejarlerne. Harald Gråfeld blev kaldt til Danmark, hvor han faldt i et baghold ved Hals ved Limfjordens udmunding i år 970. Hans død beskrives i kvadet Gráfeldardrápa:
Flådens tapre høvding,
han som skibe elsked',
falde måtte paa Lim-
fjordens vide strandbred.
Lå ved Hals i sandet
landedrotten hin gæve;
voldte det mord den meget
målsnilde kongeyndling.
Hans overlevende brødre forlod derefter landet, og Harald Blåtand overdrog så magten i Norge til ladejarlen Håkon jarl.